# Shirin Gerami
Shirin Gerami (Irán, 1988) es una triatleta iraní considerada como la primera mujer en su país en dedicarse al triatlonismo, así como la primera mujer iraní en completar un Ironman.

## Biografía
Shirin Gerami nació en Irán en 1988, pero también ha vivido en otros países, en Inglaterra por 11 años, así como en Estados Unidos. Sus estudios de secundaria los realizó en Lancing, Sussex Occidental, y en Durham, donde obtuvo su grado en política, filosofía y economía. Su padre murió de cáncer cuando era joven.
Gerami se ha convertido en una atleta que aboga por el derecho de las mujeres de competir con el atuendo hiyab o cubiertas, ya sea por razones culturales-religiosas o por otras razones, como salud o simplemente por no querer mostrar el cuerpo: “Mi esperanza es que al encontrar la solución correcta, la ropa entonces ofrecería una oportunidad para que más mujeres accedan al deporte”, señala Gerami.

Lo que vistas no define quién eres y lo que puedes o no puedes hacer. Es sólo un pedazo de tela.
Shirin Gerami

En 2016 fue elegida por la BBC como una de las 100 mujeres más inspiradoras e influyentes del año.

## Carrera profesional
Cuando cursaba la universidad en Durham, Gerami comenzó a hacer triatlón como un pasatiempo, y un amigo le sugirió representar a Irán en el triatlón de Londres. La Federación de Triatlón de Irán rechazó la oferta debido a que las mujeres iraníes deben cubrir su cuerpo con un hiyab según la ley islámica, es decir, cubrir su cabeza y cuello, además de sus piernas y brazos. Gerami pidió la oportunidad de competir bajo las leyes de su país adaptando un traje que cubriera su cuerpo y que a la vez le permitiera competir. Para lograr esto, Gerami tuvo que viajar de Londres a Irán para obtener el permiso del gobierno. Pasó una semana tratando de persuadir a la gente, trabajando con un sastre en Teherán que le diseñó un kit especial para poder competir. Sin embargo, el proceso para que la federación iraní aceptara el traje duró meses y lo consiguió hasta un día antes de su primera competencia oficial.
Gerami compite con un traje especial que cubre todo su cuerpo, con el afán de no transgredir las normas de vestimenta del Islam las cuales impiden que las mujeres muestren partes de su cuerpo, por lo que se tiene que cubrir con un hiyab.
Por esta razón se convirtió no sólo en la primera mujer iraní en competir profesionalmente en un triatlón, sino la primera en hacerla con el código de vestimenta del Islam.
En 2013, participó en el triatlón PruHealth en Londres, junto con otros 8,500 atletas de 83 países, completando los 1,500 metros de nado, 40 kilómetros de bicicleta y 10 kilómetros de carrera, obteniendo el lugar 79 de la categoría de 25-29 años; esto porque su vestimenta la hacía más lenta.
En 2016 se convirtió en la primera atleta iraní en completar un Ironman en Kona, Hawái en 13 horas y 11 minutos.